# 加里·里奇韦
加里·莱昂·里奇韦（英語：Gary Leon Ridgway，1949年2月18日—）是一位美国連環殺手，知名于绿河杀手或格林河杀手（Green River Killer）这个称号。他于2003年被判谋杀48人，后来供认了近两倍的数量。由于认罪辩诉协议，定罪数量增加，使定罪的总数达到48。2011年，定罪总数达到49。他是目前美国历史上杀人数量第二多的连环杀手。20世纪80年代和90年代他在华盛顿州和加利福尼亚州谋杀了很多妇女和女童。大多数受害者被指控是妓女。第5名受害者在绿河被发现后后记者给了他绿河杀手的绰号；当时他的身份仍然未知。他通常用手臂勒死受害者，有时也用領帶，线勒。勒死她们以后，他就把尸体扔到金县森林杂草丛生的地区，还经常回来与尸体发生性行为。
2001年11月30日，当他想离开在伦顿工作的卡车厂时，警察通过DNA证据证明他与四个女人的谋杀案有关而将他逮捕。经过認罪協商，他同意披露仍然失踪的一部分妇女的下落，因此而免于死刑，并获得终生监禁不得假释的刑期。

## 早年生活
1949年里奇韦出生在犹他州盐湖城, 之后跟随家人到华盛顿州生活并长大。他的父亲是一名司机且讨厌妓女, 几乎每次见到街边的妓女都会辱骂。里奇韦的家庭生活有很多麻烦：亲戚形容他的母亲十分霸道，并说，年轻的里奇韦经常看到父母之间的吵架和暴力。夫妻二人有3个儿子, 里奇韦排行老二。当里奇韦还是孩子时，里奇韦的智商测试得到82分，低于智商平均水平。他到13岁时依旧有尿床问题。里奇韦有过虐杀动物的倾向, 他曾经把一只猫关在冰箱里直至其死亡。16岁时，他带着1个6岁的小男孩进了树林，用刀捅进小男孩的肝脏，并对小男孩说：「我想体验杀人的感觉！」。最后小男孩幸存下来。

## 受害者

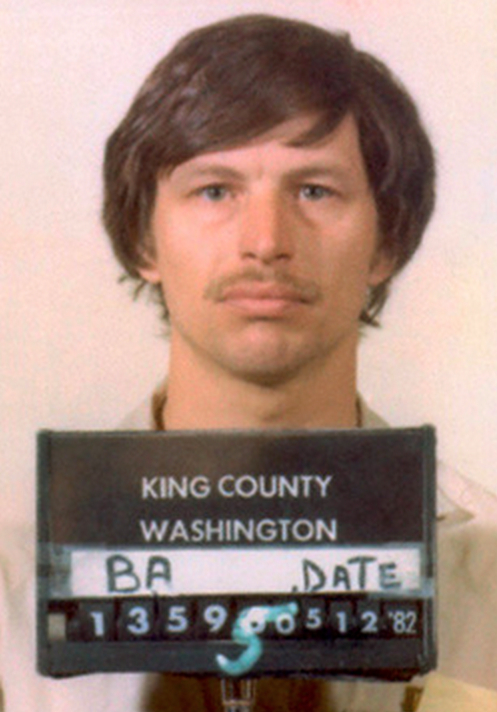
利奇威在1982年的面部照

在里奇韦的供述之前，警方将4起谋杀案归咎于绿河杀手，里奇韦被捕後，供认杀害至少71受害者。
在2003年12月18日宣判的时候，警方找到至少48具遗体，其中包括原先不归属于绿河杀手的受害者。里奇韦因48名受害者的死亡被判刑，有认罪协议，他将“任何及所有未来的（在金县）案件认罪，他的供述可以通过可靠的证据来证实。”
还有6个受害者被怀疑是里奇韦所杀，但没有被控。这些案件，有的是里奇韦不承认受害者是他所杀，有的是未能有可靠的证据證實。